# Anhidruro

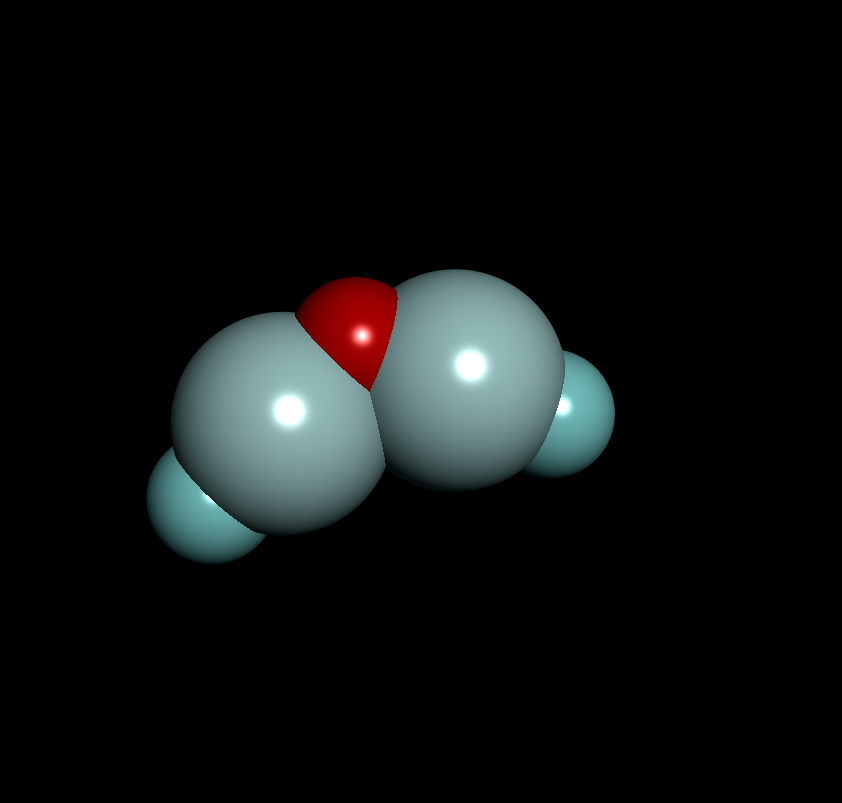
Un Compuestos formados por dos moléculas de ácido bajo la eliminación de agua

Anhidruro del griego "anhidros" = sin agua, es la denominación para los compuestos que se han formado con eliminación de agua. Habitualmente se suele aplicar a dos clases de sustancias:
- en química inorgánica a las sales sin agua de cristalización que habitualmente se conocen de forma hidratada. Un anhídrido inorgánico es un óxido de metaloide que puede combinarse con agua para formar un ácido inorgánico.

Ejemplo: {\displaystyle {\ce {Mn2O7 + H2O= 2HMnO4}}}
- en química orgánica los anhidruros son compuestos formados por dos moléculas de ácido bajo eliminación de agua.

## Losóxidos ácidos
Un óxido ácido es un compuesto químico binario que resulta de la combinación de un elemento no metal con el oxígeno, y en contacto con el agua, suele dar un ácido inorgánico. Tienen la fórmula general {\displaystyle {\ce {A2Ox}}} (si la valencia del no metal (en este caso x) es impar) y {\displaystyle {\ce {AOx}}} (si la valencia del metal (en este caso, x sería la mitad de la valencia) es par). 
Los ejemplos más característicos son el {\displaystyle {\ce {SO2}}}, que genera en contacto con el oxígeno y la humedad atmosférica {\displaystyle {\ce {H2SO4}}}, los óxidos de nitrógeno ({\displaystyle {\ce {NOx}}}) producen {\displaystyle {\ce {HNO3}}}, el {\displaystyle {\ce {CO2}}}da {\displaystyle {\ce {H2CO3}}}, etc, que son los principales gases contaminantes responsables de la lluvia ácida por transformación de la forma anhídrida en la forma ácida (cuando reaccionan con el vapor de agua atmosférico).

## Losanhídridos de ácido
Los anhídridos de ácido carboxílico son compuestos de la fórmula genérica {\displaystyle {\ce {R-C(=O)-O-C(=O)-R'}}} con {\displaystyle {\ce {R}}} y {\displaystyle {\ce {R'}}} = restos orgánicos. En presencia de agua se suelen hidrolizar formando dos moléculas de ácido carboxílico:
{\displaystyle {\ce {R-C(=O)-O-C(=O)-R' + H2O = R-CO2H + R'-CO2H}}}
Son menos miscibles con el agua que los ácidos correspondientes ya que no son dadores de puentes de hidrógeno.
También son más fácilmente atacables por agentes nucleófilos. Por esto se utilizan a menudo como derivados activados de los ácidos, p.ej. en la esterificación. Así se obtiene el ácido acetilsalicílico por la actuación del anhídrido del ácido acético sobre el ácido salicílico.

### Síntesis
Los anhídridos simétricos se generan convenientemente a partir de los ácidos en presencia de un disecante fuerte como el pentóxido de fósforo.
Los anhídridos asimétricos (con R diferente a R') se pueden obtener por reacción de la sal de un ácido carboxílico con el cloruro del otro ácido correspondiente.

### Bioquímica
En las células los anhídridos también se encuentran como derivados activados del ácido carboxílico. Habitualmente se trata de derivados no-simétricos.
La adenosín trifosfato ({\displaystyle {\ce {ATP}}}) también es un anhídrido - en este caso derivado del ácido fosfórico en vez de ácidos carboxílicos. La energía liberada en su hidrólisis es la base de la mayoría de los procesos bioquímicos.
- Datos: Q422008
- Multimedia: Anhydrides / Q422008